# ジョンヘンリー
ジョンヘンリー（John Henry、1975年 - 2007年）は、アメリカ合衆国の競走馬。
高齢まで活躍し、6歳（1981年）と9歳（1984年）時にエクリプス賞年度代表馬に選ばれた。G1競走16勝の北米最多勝利記録を持つ。
馬名の由来はアフリカ系アメリカ人の庶民の英雄、ジョン・ヘンリーより。

## 生涯

### 誕生
ジョンヘンリーは1975年3月9日、アメリカ合衆国ケンタッキー州にあるゴールデンチャンスファームで生まれた。幼少期のジョンヘンリーは身体が小さく脚は凹膝気味で、気性の激しい馬であった。1976年1月にキーンランドで行われたセリ市でJ・キャラウェイに1100ドルで落札されたが脚部の状態が思わしくなかったことを嫌ったキャラウェイはジョンヘンリーを転売することにし、翌1977年1月のキーンランドのセリ市に出品、H・スノードンが2000ドルで落札した。
スノードンは気性の激しさを改善するためにジョンヘンリーを去勢し、気性の改善に成功したが、キャラウェイと同様脚部の状態が気にかかり、ルイジアナ州に住むマディアという名の知人に1万ドルで売却した。
ジョンヘンリーはマディアの家の近くにあるジェファーソンダウンズ競馬場の厩舎に預けられることになった。

### 競走生活

#### 1977-1979年
ジョンヘンリーは1977年5月にジェファーソンダウンズ競馬場の未勝利戦でデビューした。デビュー戦を勝利で飾った後、年末まで10戦して2勝を挙げた。11月にルイジアナ州フェアグラウンズ競馬場のレースに出走するようになってからは勝利を挙げることができず、この傾向は年が明けてからも続いた。
1978年4月にキーンランド競馬場のレースで4着になった後、ジョンヘンリーはスノードンの所有馬2頭と交換される形で再びスノードンの所有馬となり、間もなく2万5000ドルでサム・ルービンに売却された。ルービンにとってジョンヘンリーは馬主（自身と妻のドロシーの名前を合わせた「ドットサム厩舎」の名義を使用）になって初めて所有した競走馬であった。ルービンへの売却後、ジョンヘンリーの成績は上向き始めた。特に芝のレースでの成績がよく、9月には重賞 (G3) のラウンドテーブルハンデキャップを勝利している。
1979年は11戦して4勝を挙げたが重賞を勝つことはできなかった。

#### 1980年
ルービンは当初ジョンヘンリーの本拠地をベルモントパーク競馬場に置いていたが、1979年秋に西部のサンタアニタ競馬場へ移した。それと同時にジョンヘンリーの競走成績は上向き始め、1980年に入ると芝の2000m以上のレースを中心に重賞戦線で活躍するようになった。
1月から2月にかけてG2・G3を3連勝すると3月にはG1のサンルイレイステークスに出走し優勝。その後5月にかけてサンフアンカピストラーノインビテーショナルハンデキャップ、ハリウッドインビテーショナルハンデキャップと連勝しG1を3連勝した。
11月にもG1オークツリーインビテーショナルステークスを勝ち、G14勝、重賞7勝、通算12戦8勝の成績を収めたジョンヘンリーはこの年のシーズンにテンパランスヒル、スペクタキュラービッドに次ぐ額の賞金を獲得し、エクリプス賞最優秀芝コース牡馬に選出された。

#### 1981年
1981年もジョンヘンリーの活躍は続いた。シーズン前半は西部で走りサンタアニタハンデキャップ、サンルイレイステークス、ハリウッドインビテーショナルハンデキャップとG1を3連勝。
6月のハリウッドゴールドカップハンデキャップステークスで4着に敗れた後東部へ転戦し、前年2着に敗れたG1ジョッキークラブゴールドカップステークスを勝つなど3連勝した後再び西部へ戻り、オークツリーインビテーショナルステークス連覇を達成した。ジョッキークラブゴールドカップステークス優勝の時点で収得賞金額は280万5310ドルとなり、スペクタキュラービッドが持っていた世界レコードを更新した。
この年の成績は10戦8勝、重賞8勝、G1 6勝で、エクリプス賞年度代表馬。最優秀古馬牡馬、最優秀芝コース牡馬に選出された。

#### 1982-1983年
1982年、初戦のサンタアニタハンデキャップを繰り上がり優勝した後サンルイレイステークスで3着に敗れ、体調不良により半年あまり休養をとった。
10月に復帰し初戦のカールトンFバークハンデキャップで3着に敗れた後オークツリーインビテーショナルステークスに出走し、同レース3連覇を達成。
11月には日本へ遠征して第2回ジャパンカップに出走し、1番人気に支持されたが13着に敗れた。1983年は始動が7月と遅く、5戦2勝、重賞2勝、G1 1勝の成績に終わった。

#### 1984年
1984年、サンタアニタハンデキャップとサンルイレイステークスで5着、3着と敗れた後、ジョンヘンリーは調子を取り戻した。5月6日にG3ゴールデンゲートハンデキャップをゴールデンゲートフィールズ競馬場の芝2200mのコースレコードを記録して優勝すると、9月にかけてG1を4勝する活躍を見せた。
10月にはニュージャージー州メドウランズ競馬場で行われたバランタインズスコッチクラシックに出走した。このレースは重賞ではなかったがターフクラシックの優勝馬が勝つと50万ドルのボーナスが支払われることになっており、同競馬場芝2200mのコースレコードを記録して優勝したジョンヘンリーはボーナス獲得に成功した。
バランタインズスコッチクラシック出走後、陣営は目標をブリーダーズカップターフに置いたが、調教中に右前脚に屈腱炎を発症し、出走を回避した。ブリーダーズカップターフには出走できなかったもののこの年の活躍は評価され、エクリプス賞年度代表馬および最優秀芝コース牡馬に選出された。

#### 1985年
ジョンヘンリーは約半年間の療養を経て復帰へ向けて調教を開始した。しかし7月上旬に右前脚の屈腱炎が再発。獣医師から完治の見込みはないとの診断を受け、引退を余儀なくされた。
引退時の収得賞金は659万7947ドルに上り、アリシーバに破られるまで世界レコードであった。

### 競走馬引退後
競走馬を引退したジョンヘンリーを巡って多くの牧場や施設が引き取りに名乗りを挙げたが、同じせん馬のフォアゴーが繋養されていたケンタッキー州のホースパークで余生を送ることになった。
ジョンヘンリーは長生きをし、30歳の誕生日にはファンや関係者150人が集まり祝福された。
その後も元気に生活を送っていたものの、2007年秋頃から脱水症状などで体調を崩すようになり、2007年10月8日に安楽死の措置がとられた。32歳であった。

## 評価

### エクリプス賞
- 1980年 - エクリプス賞最優秀芝馬
- 1981年 - エクリプス賞年度代表馬、最優秀古馬、最優秀芝馬
- 1983年 - エクリプス賞最優秀芝馬
- 1984年 - エクリプス賞年度代表馬、最優秀芝馬

### 表彰
- 1990年 - アメリカ競馬名誉の殿堂博物館の殿堂入り
- 1999年 - ブラッドホース誌の選ぶ20世紀のアメリカ名馬100選において第23位に選ばれる

ほか、アーリントンパーク競馬場の一角にジョンヘンリーを讃える記念像が置かれている。

## 血統

### 血統表
| ジョンヘンリーの血統（プリンスキロ系 / Bull Dog (Sir Gallahad) 4×4・5=15.63% Blue Larkspur5×4=9.38%） | ジョンヘンリーの血統（プリンスキロ系 / Bull Dog (Sir Gallahad) 4×4・5=15.63% Blue Larkspur5×4=9.38%） | ジョンヘンリーの血統（プリンスキロ系 / Bull Dog (Sir Gallahad) 4×4・5=15.63% Blue Larkspur5×4=9.38%） | （血統表の出典）   | （血統表の出典） |
| 父 Ole Bob Bowers 1963 鹿毛 アメリカ                                                                  | 父の父Prince Blessed 1957 鹿毛 アメリカ                                                               | Princequillo                                                                                          | Prince Rose        | Prince Rose      |
| 父 Ole Bob Bowers 1963 鹿毛 アメリカ                                                                  | 父の父Prince Blessed 1957 鹿毛 アメリカ                                                               | Princequillo                                                                                          | Cosquilla          |                  |
| 父 Ole Bob Bowers 1963 鹿毛 アメリカ                                                                  | 父の父Prince Blessed 1957 鹿毛 アメリカ                                                               | Dog Blessed                                                                                           | Bull Dog           | Bull Dog         |
| 父 Ole Bob Bowers 1963 鹿毛 アメリカ                                                                  | 父の父Prince Blessed 1957 鹿毛 アメリカ                                                               | Dog Blessed                                                                                           | Blessed Again      |                  |
| 父 Ole Bob Bowers 1963 鹿毛 アメリカ                                                                  | 父の母Blue Jeans 1950 鹿毛 アメリカ                                                                   | Bull Lea                                                                                              | Bull Dog           | Bull Dog         |
| 父 Ole Bob Bowers 1963 鹿毛 アメリカ                                                                  | 父の母Blue Jeans 1950 鹿毛 アメリカ                                                                   | Bull Lea                                                                                              | Rose Leaves        |                  |
| 父 Ole Bob Bowers 1963 鹿毛 アメリカ                                                                  | 父の母Blue Jeans 1950 鹿毛 アメリカ                                                                   | Blue Grass                                                                                            | Blue Larkspur      | Blue Larkspur    |
| 父 Ole Bob Bowers 1963 鹿毛 アメリカ                                                                  | 父の母Blue Jeans 1950 鹿毛 アメリカ                                                                   | Blue Grass                                                                                            | Camelot            |                  |
| 母 Once Double 1967 黒鹿毛 アメリカ                                                                   | 母の父Double Jay 1944 黒鹿毛 アメリカ                                                                 | Balladier                                                                                             | Black Toney        | Black Toney      |
| 母 Once Double 1967 黒鹿毛 アメリカ                                                                   | 母の父Double Jay 1944 黒鹿毛 アメリカ                                                                 | Balladier                                                                                             | Blue Warbler       |                  |
| 母 Once Double 1967 黒鹿毛 アメリカ                                                                   | 母の父Double Jay 1944 黒鹿毛 アメリカ                                                                 | Broomshot                                                                                             | Whisk Broom        | Whisk Broom      |
| 母 Once Double 1967 黒鹿毛 アメリカ                                                                   | 母の父Double Jay 1944 黒鹿毛 アメリカ                                                                 | Broomshot                                                                                             | Centre Shot        |                  |
| 母 Once Double 1967 黒鹿毛 アメリカ                                                                   | 母の母Intent One 1955 栗毛 アメリカ                                                                   | Intent                                                                                                | War Relic          | War Relic        |
| 母 Once Double 1967 黒鹿毛 アメリカ                                                                   | 母の母Intent One 1955 栗毛 アメリカ                                                                   | Intent                                                                                                | Liz F.             |                  |
| 母 Once Double 1967 黒鹿毛 アメリカ                                                                   | 母の母Intent One 1955 栗毛 アメリカ                                                                   | Dusty Legs                                                                                            | Mahmoud            | Mahmoud          |
| 母 Once Double 1967 黒鹿毛 アメリカ                                                                   | 母の母Intent One 1955 栗毛 アメリカ                                                                   | Dusty Legs                                                                                            | Dustemall F-No.8-c |                  |

### 近親馬
近親に活躍が目立つ馬は見られない。半妹（父ダストコマンダー）のアインダストは繁殖牝馬として日本へ導入されたが、産駒および子孫に活躍馬はいない。